# هي زي

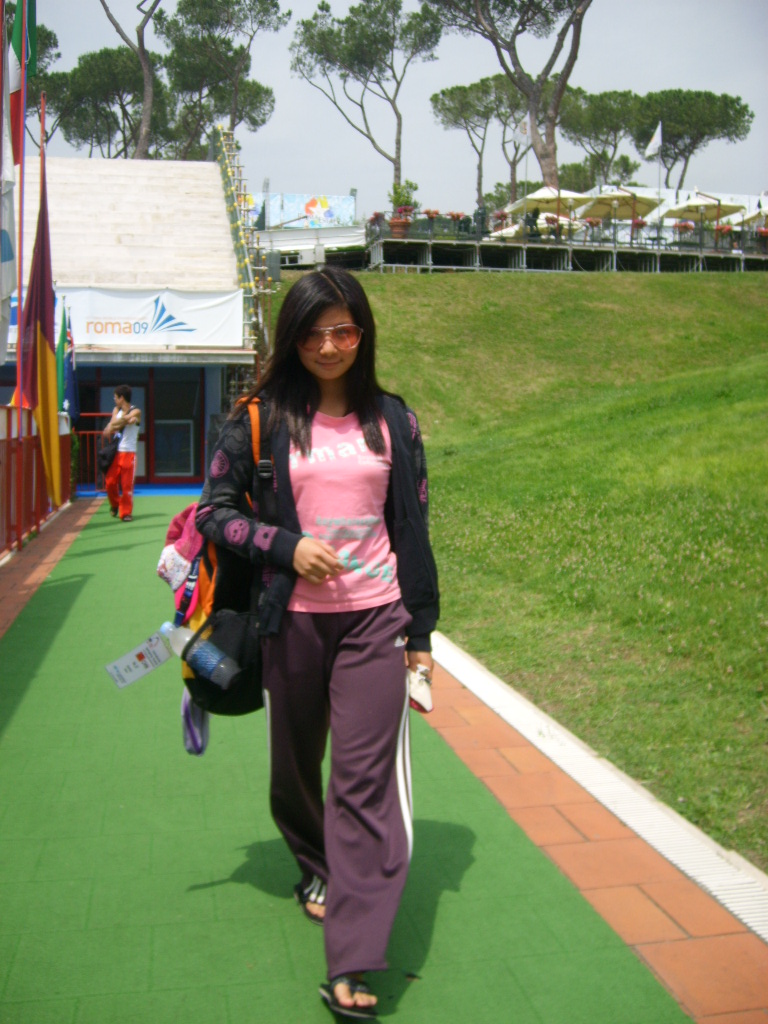
هي زي في بطولة العالم للسباحة في سنة 2009 في روما

هي زي (بالصينية: 何姿) و (بالصينية: 何姿) هي غطاسة صينية ولدت في يوم 11 ديسمبر 1990 في مدينة نانينغ في الصين، أبرز إنجازاتها هو فوزها بالميدالية الذهبية في فردي منط في دورة الألعاب الأولمبية الصيفية 2012 في لندن، كما حققت الميدالية الفضية في فردي المنط من 3 متر في نفس الدورة، في دورة الألعاب الأولمبية الصيفية 2016 في ريو دي جانيرو في فردي المنط من 3 متر فازت بالميدالية الفضية، سبق للاعبة أيضاً الفوز ب7 ميداليات في بطولة العالم للسباحة منها 4 ذهبية، كما حازت على ميدالية ذهبية وميداليتين فضيتين في دورة الألعاب الآسيوية. في يوم 14 أغسطس 2016 وأثناء دورة الألعاب الأولمبية حبيبها تشين كاي للزواج أمام العامة بعد فوزها بالميدالية الفضية يدها فوافقت على طلبه للزواج.

## روابط خارجية
- هي زي على موقع الاتحاد الدولي للسباحة (الإنجليزية)
- هي زي على موقع قاعدة بيانات الغوص IAT (الألمانية)
- هي زي على موقع اللجنة الأولمبية الدولية (الإنجليزية)
- هي زي على موقع أوليمبيديا (الإنجليزية)
- هي زي على موقع اللجنة الأولمبية الصينية (الإنجليزية)